# Hành vi tình dục không sinh sản ở động vật

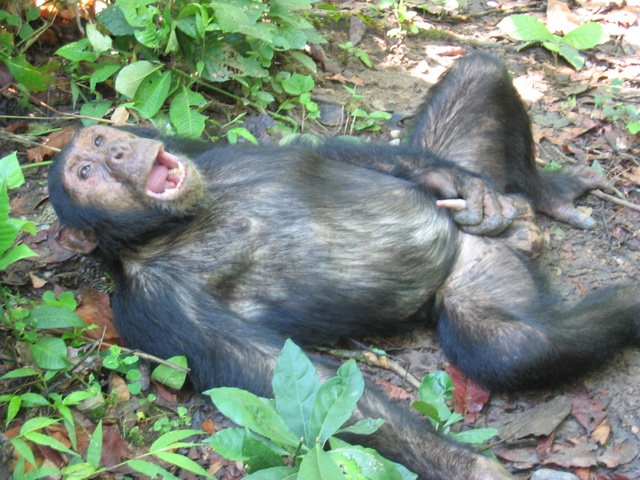
Một con tinh tinh vị thành niên đang thủ dâm

Hành vi tình dục không sinh sản ở động vật (Non-reproductive sexual behavior) là các hành vi tình dục ở động vật mà động vật tham gia vào quá trình đó không dẫn đến việc sinh sản của các loài. Mặc dù chức năng sinh sản, duy trì nòi giống vẫn tiếp tục được dùng để giải thích chính cho hành vi tình dục ở động vật và là bản năng, động lực của các loài vật khi tham gia vào hành vi tình dục nhưng các quan sát gần đây về hành vi của động vật đã đưa ra những lý do thay thế cho sự tham gia vào các hoạt động tình dục kiểu này của động vật.
Nhiều động vật đã được con người quan sát cho thấy khi nó tham gia vào quan hệ tình dục cho mục đích tương tác trong xã hội của các loài động vật, thể hiện sự thống trị, giải tỏa sự hung hăng, nhằm trao đổi những hiện vật, đồ ăn, và sự kích thích tình dục. Các hoạt động tình dục không sinh sản được quan sát bao gồm gắn kết không tương tác (không có sự thâm nhập khi giao phối hoặc do những con cái chủ động), quan hệ tình dục qua đường miệng ở động vật, sự kích thích sinh dục, kích thích hậu môn, và hành vi tình cảm. Cũng đã có những quan sát về động vật tham gia vào các hành vi tình dục đồng tính, cũng như quan hệ tình dục với động vật đã chết (ái tử thi) và giới tính liên quan đến việc giao phối với động vật còn trong giai đoạn chưa trưởng thành.

## Đại cương

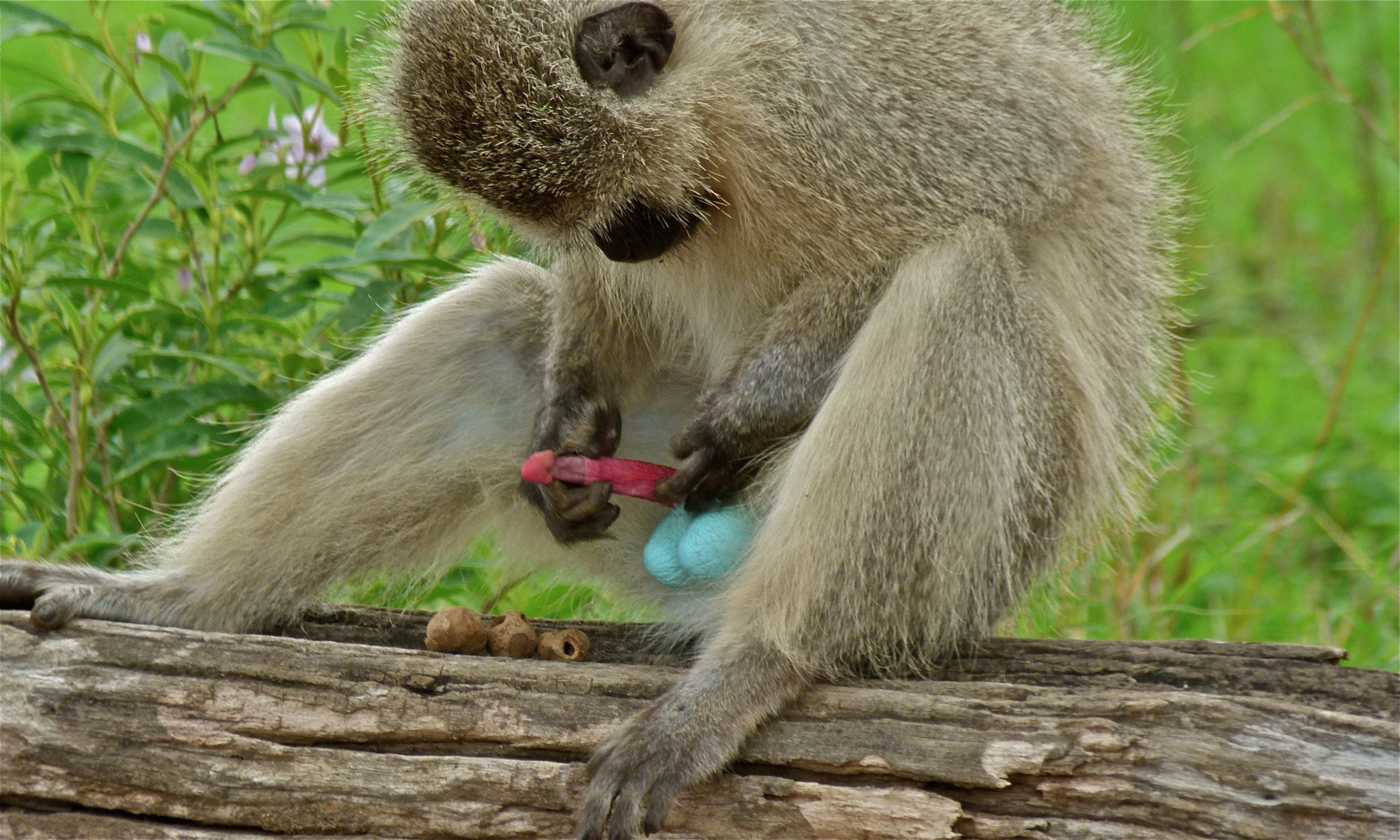
Một con khỉ đang thủ dâm, biểu hiện của hành vi tình dục không nhằm mục đích sinh sản ở động vật

Các hoạt động tình dục trong các mùa không sinh sản đã được quan sát thấy ở vương quốc động vật. Cá heo và khỉ Nhật Bản là hai trong số rất nhiều loài tham gia vào các hoạt động tình dục không dẫn đến việc thụ tinh. Các giống lớn không gắn kết được thể hiện ở một số loài. Sư tử đực tham gia gắn kết với các sư tử đực khác, đặc biệt là khi tìm kiếm một bầy đàn khác.
Biểu hiện của tình cảm cũng được tìm thấy trong vương quốc động vật. Các hành vi trìu mến không bao gồm sự xâm nhập hoặc cọ xát bộ phận sinh dục, nhưng vẫn được xem như một cách hành vi tình dục. Một hoạt động trìu mến có thể đơn giản như liếm láp. Sư tử đực được biết đến với cọ xát đầu với nhau, những con dơi hay liếm láp cho nhau và cừu núi sừng sừng lớn thường hay cụng đầu với nhau.
Động vật cũng đã được cho là có thực hiện những nụ hôn, chạm vào mũi, miệng và mõm đã được chứng kiến ở châu Phi voi, hải mã, và ngựa vằn núi. Linh trưởng cũng được xem là có hành vi hôn mà là cực kỳ tương tự như cách thể hiện của con người khi hôn. Tinh tinh có sự tiếp xúc toàn bộ phận miệng, và nụ hôn của tinh tinh lùn với sự kích thích miệng và lưỡi của chúng được xem là tương đồng với nụ hôn kiểu Pháp ở người. Có nhiều hành vi thể hiện tình cảm như voi châu Phi đan xen thân, hươu cao cổ quấn vào cổ của nhau và những con voọc Hanuman ôm ấp nhau trong tư thế ngồi trước để ngồi.
Kích thích sinh dục không xâm nhập là rất phổ biến trong khắp vương quốc động vật. Các hình thức khác nhau của sự kích thích bộ phận sinh dục tự và đối tác đã được quan sát thấy trong vương quốc động vật. Quan hệ tình dục bằng miệng đã được quan sát thấy khắp vương quốc động vật, từ cá heo đến động vật linh trưởng. Tinh tinh lùn đã được quan sát để chuyển đổi từ một việc đơn giản của tình cảm để kích thích bộ phận sinh dục không xâm nhập. Động vật thực hiện tình dục bằng miệng bằng cách liếm, mút hoặc ngửi kích thích bộ phận sinh dục của đối tác của chúng.
Một hình thức kích thích sinh dục khác là thủ dâm. Thủ dâm là phổ biến rộng rãi trên khắp động vật có vú cho cả giống đực và giống cái. Nó ít phổ biến hơn ở chim. Có một số kỹ thuật, trong đó động vật tham gia vào thủ dâm từ sử dụng bàn chân, bàn chân, chân chèo, đuôi, và đôi khi sử dụng các đối tượng như gậy, sỏi và lá. Thủ dâm xảy ra thường xuyên hơn ở các loài linh trưởng với tinh hoàn lớn liên quan đến kích thước cơ thể của chúng

## Điển hình
Sư tử là loài được biết là tham gia vào quan hệ tình dục để tạo ra tính liên kết trong bầy đàn và sự tương tác thân mật với nhau. Những con sư tử sống trong một nhóm xã hội được biết đến như một bầy sư tử bao gồm 2–18 con sư tử cái và 1–7 sư tử đực (thông thường là từ 1-2 con đực). Những con sư tử cái được tìm thấy trong những bầy này được sinh ra trong bầy. Những con đực giao nhập bầy từ những bầy khác hoặc từ những nhóm sư tử lang thang.
Thành công của việc sinh sản cho mỗi con sư tử riêng lẻ phụ thuộc vào số lượng sư tử đực tìm thấy trong nhóm xã hội của chúng. Sư tử đực tạo ra liên minh và tìm kiếm bầy đàn để tiếp quản. Liên minh thành công thường tạo ra một liên kết mạnh mẽ với nhau và sẽ tiếp nhận các thành viên trong bầy. Một khi chiến thắng trong một cuộc quyết đấu sinh tử, tất cả các con sư tử đực hiện tại trong bầy sẽ bị đuổi ra ngoài và bỏ đi để tìm thêm một bầy khác mà gia nhập. Trong khi tìm kiếm một bầy khác, những con đực thường sẽ tham gia vào hành vi tình dục với nhau; tạo ra một liên kết mạnh mẽ trong liên minh mới này được tạo ra.
Tình dục là một hình thức giao tiếp cơ bản trong đời sống của tinh tinh lùn, dường như ở xã hội loài tinh tinh lùn, mọi thứ đều được giải quyết bằng tình dục bất cứ khi nào, bất cứ hoàn cảnh nào. Nó dường như truyền tải mọi thứ từ những biểu hiện đơn giản về tình cảm đến sự thành lập sự thống trị. Những con tinh tinh lùn cái đã được quan sát để tham gia vào các hoạt động tình dục nhằm tạo ra sự liên kết nhóm với những con tinh tinh bị chi phối. Sau khi tạo ra mối quan hệ này với những con đực, chúng sẽ chia sẻ thức ăn với nhau và không cạnh tranh với nhau.
Tất cả các thành viên trong nhóm là những đối tác tình dục tiềm năng, những con đực tham gia vào hoạt động tình dục với những con tinh tinh lùn đực khác, cũng như giữa những con tinh tinh lùn cái này với những con tinh tinh lùn cái khác. Những liên kết này được tạo ra giữa các con cái là để bảo vệ chống lại cá thể giống đực. Nếu một con tinh tinh lùn đực cố gắng quấy rối một con tinh tinh lùn cái, những con cái khác sẽ giúp con cái tự bảo vệ mình vì những nhóm liên kết mạnh mẽ bền chặt sâu đậm mà chúng có với nhau.
Một số loài trong vương quốc động vật biến thành hoạt động tình dục như một cách để giải quyết một bất đồng và là phương pháp giải hòa hữu hiệu. Những con tinh tinh lùn là một loài nổi tiếng vì sử dụng hành vi tình dục để giảm bớt sự gây hấn của chúng với nhau. Tình dục là một phần trong cuộc sống thường ngày và xã hội của loài tinh tinh lùn. Không giống như sự gây hấn của loài linh trưởng khác được thay thế bằng tình dục. Hoạt động tình dục ở tinh tinh lùn rất cao, nhưng tỷ lệ sinh sản cũng giống như một con tinh tinh bình thường, có nghĩa là một phần lớn trong hành vi tình dục của chúng là không nhằm mục đích sinh sản.
Trong một nghiên cứu tập trung vào sự gây hấn ở linh trưởng, các nhà nghiên cứu muốn quan sát động vật linh trưởng trong xung đột. Làm thế nào linh trưởng đối phó và giải quyết xung đột là một mối quan tâm chính trong nghiên cứu này. Các nhà nghiên cứu nói rằng sau khi động vật linh trưởng tham gia vào một cuộc chiến về thể chất, và sự nóng bỏng; cả hai linh trưởng tham gia vào cuộc chiến sẽ ôm và có một nụ hôn miệng. Hành động này được coi là một minh chứng cho tình cảm và hòa giải. Tương tác tình dục cũng đã được chứng kiến trong các con tinh tinh lùn nữ để tránh gây hấn. Khi đói, các con tinh tinh lùn cái sẽ tiếp cận một con tinh tinh lùn đực và tham gia vào các hoạt động tình dục để tránh bị đánh đập. Sau hoạt động tình dục chóng vánh của chúng, con tinh tinh cái sẽ lấy một phần thức ăn của con đực mà không hề vấp phải sự phản ứng dữ dội, giành giật nào của con đực này cả.